# Lonely Man
Lonely Man es una canción del género balada country, grabada y popularizada por Elvis Presley compuesta por Bennie Benjamin y Sol Marcus y publicado por Gladys Music. 

## Grabación y edición
Elvis Presley grabó la canción en los estudios Radio Recorders, Hollywood, California el 7 de noviembre de 1960. Durante la misma, los coros estuvieron a cargo del grupo vocal que solía acompañarlo en aquellos años, The Jordanaires.
La canción iba a formar parte de la banda sonora de la película "Wild in the country", protagonizada por Presley y que se estrenaría al año siguiente, incluso la misma película llevaría por nombre "Lonely Man" pero finalmente no se la incluyó en la misma y se optó por darle al film otro título incluso. La canción "Forget me never" que también se había grabado con la misma finalidad de incluirla en el film, tampoco fue editada en lacinta en su toma final.  La toma # 13 fue la que se escogió de lasesión de grabación para confeccionar el máster.
El 7 de febrero del año siguiente, la compañía RCA finalmente editó para la venta un disco sencillo con Lonely Man en su cara B contando con la versión en inglés de la clásica canción italiana Torna a Surriento renombrada ahora "Surrender" en su cara A. 
La canción alcanzó entró en el Billboard Hot 100 alcanzando la posición # 32  y también entró en la lista del Cash Box Top 100 en el puesto # 82.La canzonetta "Surrender" por otra parte alcanzó el puesto # 1 del Billboard Hot 100  y el sencillo fue certificado por la RIAA como disco de platino.

## Letra
La canción hace referencia a un hombre que viaja de ciudad en ciudad sin compañía alguna y tomando alojamientos transitorios. No obstante que es libre de vagabundear por el mundo, él se siente infeliz con ese estilo de vida, por lo cual busca con esperanzas que algún día su suerte cambie, e invita a aquel que se quiera unir a él a acompañarlo. 
En cierta manera esta canción, al igual que otras a las que Elvis interpretó con una temática similar, como "Stranger in the Crowd",  hacían referencia a su propio sentimiento de soledad, al cual a veces se refería diciendo "Estoy con una multitud pero tan solo".

## Álbumes
La canción apareció en diversos compilados, entre ellos Elvis’ Gold Records Vol. 4 y The Complete Elvis Presley Masters.  A pesar de que ésta no formó parte de la película Wild in the Country, el álbum de la misma incluyó la canción finalmente. 

## Listas
| Listas (1961)        | Posición alcanzada |
| -------------------- | ------------------ |
| US Billboard Hot 100 | 32                 |
| US Cash Box 100      | 82                 |